# Rue Eugénie-Legrand
La rue Eugénie-Legrand est une voie du 20e arrondissement de Paris, en France.

## Situation et accès
La rue Eugénie-Legrand est une voie publique située dans le 20e arrondissement de Paris. Elle débute au 16, rue des Rondeaux et se termine au 13, rue Ramus.

## Origine du nom

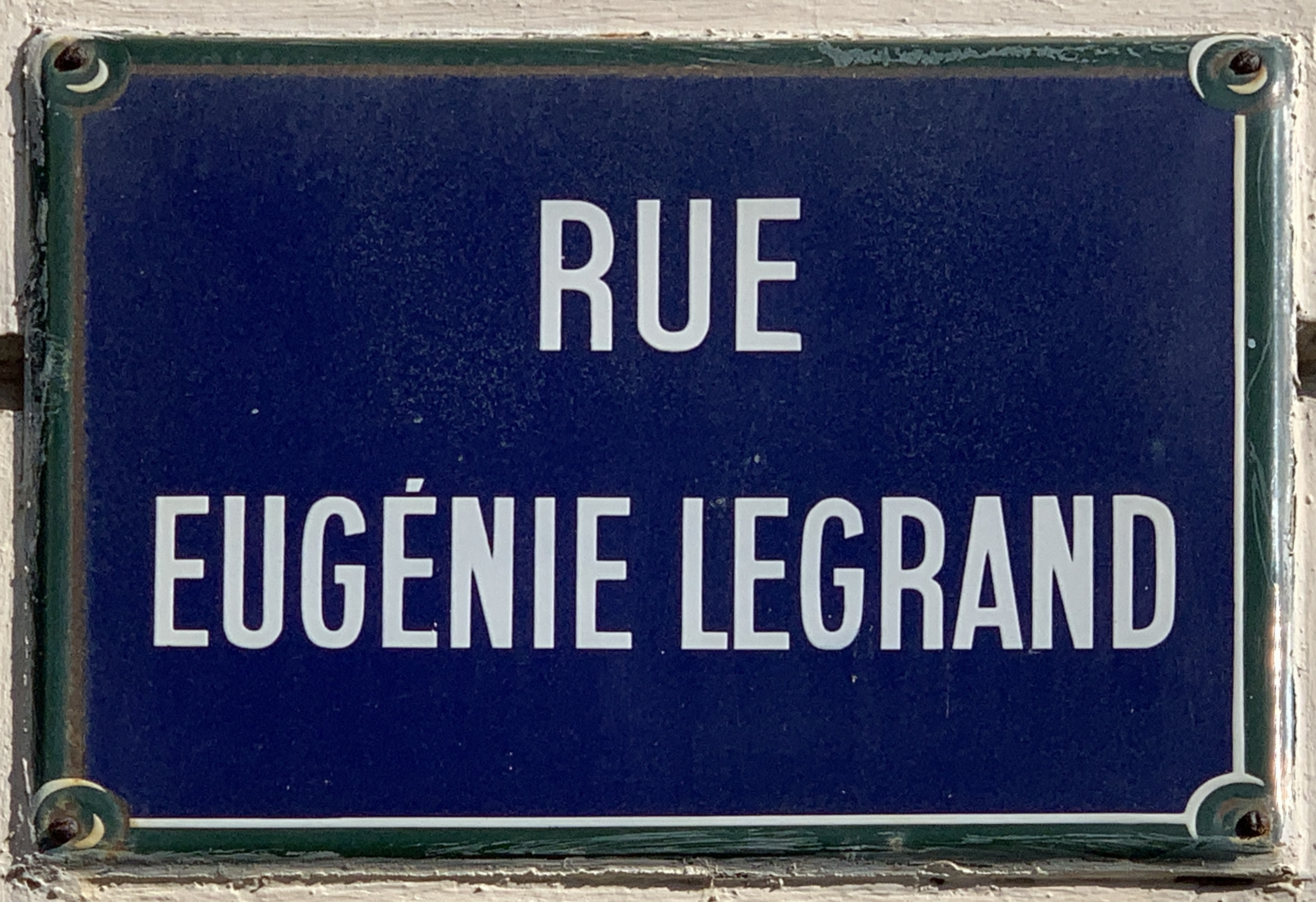
Plaque de la rue.

Elle est nommée en l'honneur d'Eugénie Augustine Jeanne Marie Legrand (1898-1933), infirmière à l'hôpital Tenon, victime du devoir. Son nom figure sur le Monument au personnel des hôpitaux de Paris victimes du devoir au cimetière du Père-Lachaise.

## Historique
Cette voie qui est indiquée sur le plan cadastral de 1812 faisait alors partie du « sentier des Basses-Dives », avant de devenir le « passage Ramus » en 1877 et de prendre sa dénomination actuelle par un arrêté du 25 juillet 1934.